# (183501) 2003 FU4
2003 أف يو 4 (ويعرف أيضًا باسم (183501) 2003 أف يو 4 وفق تسمية الكوكب الصغير) (بالإنجليزية: 2003 FU4)‏ هو كويكب ضمن حزام الكويكبات؛ وترتيبه 183501 من حيث الاكتشاف.
اكتُشف هذا الجُرم الفلكي بواسطة جيمس ويتني يونغ في 25 مارس 2003.

## وصلات خارجية
- (183501) 2003 FU4 في قاعدة بيانات مختبر الدفع النفاث لأجرام النظام الشمسي الصغيرة

- الاكتشاف · مخطط المدار ·  العناصر المدارية · المعلمات المادية

- (183501) 2003 FU4 على موقع ويكي سكاي: DSS2, SDSS, GALEX, IRAS, Hydrogen α, X-Ray, Astrophoto, Sky Map, Articles and images